# Грінфельд Йона Ізраілевич
Грінфельд Йона Ізраілевич (1884, Біла Церква, Васильківський повіт, Київська губернія — 1953, Ізраїль) — член Української Центральної Ради.
Активіст сіоністського руху. Член «Цеірей Ціон» (з 1920 р. — член ЦК партії). В 1917-20 рр. член Національної єврейської ради УНР, заступник Голови Ради допомоги жертвам погромів в Україні.
З 1921 р. — один із лідерів сіоністського руху у Польщі.
З 1936 р. — в Палестині.